# Чешма в чест на Рашко Маджаров
Чешмата в чест на Рашко Маджаров и кооперативното водоснабдяване на Копривщица и региона се намира в парка на площад „20-ти април“.
Чешмата има размери 180/180/250 см. и е издигната през 1930 г. от признателна Копривщица и софийската окръжна постоянна комисия. На чешмата върху черен мрамор има изписан текст от признателното гражданство:
| „ | На заслужилия гражданин и създател на кооперативното водоснабдяване на окръга Рашко Маджаров. От признателна Копривщица. | “ |

Рашко Маджаров е автор на много закони и проекти, като има и заслуги към кооперативното дело в Средногорието. Маджаров е един от създателите на Българския археологически институт. С негово съдействие в град Копривщица идват инженери, които организират и работят по каптирането на подходящите извори около връх Бог и прокарването на трасето на градския водопровод. Съдейства за започващото електрифициране на града, а като министър на железниците започва осъществяване на мечтата му за построяване на железницата София – Копривщица – Карлово и прокарването от Трудовата повинност на шосето Пирдоп – Копривщица. През 1907 г. започва се осъществяването другата негова мечта – с основаването на Дружеството за залесяване от Нейко Азманов и Иван Джартазанов се слага начало на залесяването на Копривщица. Така се залесяват околните хълмове, а е открит и горският разсадник, създава се и опитно поле за производство на семена на ранни сортове картофи в местността Равна поляна.
Чешмата не е единственият паметник, направен е в чест на заслужилия гражданин, залесител, радетел за електрифицирането на града и туристически деятел. Направен е и негов бюст-паметник, който без постамента има размери 60/70 см. Той е направен през 1943 г. от неизвестен скулптор, а фундаментът е от копривщенския каменоделец Атанас Юруков. Паметникът се намира в горския разсадник на одържавеното през 1920 г. Дружество за залесяване „Средна гора“.